# Mućke
Mućke (eng. Only Fools and Horses) britanska je humoristična serija autora Johna Sullivana, prikazivana na BBC-u. Sedam sezona serije je emitirano u  Ujedinjenom Kraljevstvu između 1981. i 1991., a s posebnim božićnim specijalima sve do 2003. Nakon relativno slabog starta, serija je postajala sve popularnija, a danas se smatra jednom od najboljih uopće.
Smještena je u zabačeni dio Londona, Peckham, a u glavnim ulogama nastupili su David Jason kao ambiciozni preprodavač Derek "Delboy" Trotter, Nicholas Lyndhurst kao njegov mlađi brat Rodney i Lennard Pearce kao njihov vremešni djed (kojeg je poslije zamijenio Buster Merryfield kao njihov ujak Albert). Uz potporu snažne glumačke ekipe, serija je pratila njihove uspone i padove u životu, pogotovo pokušaje da se obogate.
Hvaljena od kritike i publike, serija je osvojila brojne nagrade, uključujući priznanje  Britanske akademije. 2004. je u BBC-jevu istraživanju proglašena najboljim britanskim sitcomom.

## Pregled
Derek "Delboy" Trotter (David Jason), tipični londonski preprodavač, živi u općinskom stanu u neboderu, u Peckhamu, Južni London, sa svojim mlađim bratom, Rodneyjem (Nicholas Lyndhurst) i njihovim vremešnim djedom (Lennard Pearce). Njihova majka Joan umrla je kad je Rodney bio dijete, a otac Reg ih je napustio ubrzo nakon smrti žene, učinivši tako Dela Rodneyjevim zamjenskim ocem i glavom obitelji. Unatoč razlici u godinama, braća su cijelo vrijeme složna.
Situacija se primarno fokusira na njihove uzaludne pokušaje da se obogate - "Sljedeće godine u ovo vrijeme bit ćemo milijunaši"  česta je Delova uzrečica - preko kupnje i prodaje različite i nekvalitetne, obično ilegalne robe, kao što su ruske vojne kamere, fluoroscentna žuta boja i lutke za napuhavanje punjene eksplozivnim plinom. Posjeduju neregistriranu tvrtku, Trotteri: usluge i poduzetništvo d.o.o. koja djeluje primarno na crnom tržištu te ne plaća poreze niti traži novac od države; kao što kaže Del, "država ne daje ništa nama, pa i mi ne dajemo državi ništa". Većina njihovih poslova su mućke, a obično im se obiju o glavu. Voze prljavu trokolicu, a česti su posjetitelji lokalnog puba, Kobilja glava.
Isprva su Delboy, Rodney i Djed bili jedini stalni likovi u seriji, ali su to postupno postali priglupi smetlar Brzi (Roger Lloyd Pack), snobovski prodavač automobila Boycie (John Challis) i njegova žena, Marlene (Sue Holderness), vlasnik Kobilje glave Mike (Kenneth MacDonald), mlađahni švercer Mickey Pearce (Patrick Murray) i vozač kamiona Denzil (Paul Barber). Međutim, serija se uvijek vrtila oko Trotterovih.
Kako je serija napredovala, opseg radnje se proširivao, pa je povećan broj stalnih glumaca. Ipak, autor John Sullivan se nije bojao kako će pomiješati komediju s dramom. Rane epizode su bile samostalne, s nekoliko elemenata radnje koji bi se ponovno spominjali, ali je radnja postajala povezana. Lik Djeda ubijen je povodom smrti Lennarda Pearcea, a zamijenio ga je njegov dugo izgubljeni brat Ujak Albert (Buster Merryfield) kako bi se povratila glumačka postava s tri generacije. Nakon dugogodišnje neuspješne potrage, i Del i Rodney su našli prave ljubavi, u obliku Raquel (Tessa Peake-Jones) i Cassandre (Gwyneth Strong); Del je dobio i sina s Raquel, Damiena (kojeg je glumilo petero glumaca, obično Ben Smith). Rodney i Cassandra su se vjenčali, rastali, a onda opet pomirili. Ujak Albert je umro. Cassandra je pobacila, ali su na kraju ona i Rodney dobili dijete. Rodney je saznao tko mu je zapravo otac. Trotteri su konačno postali milijunaši, izgubili bogatstvo, da bi vratili jedan dio.
Humor dolazi iz nekoliko izvora. Ključ je interakcija između Dela i Rodneyja, jer su čiste suprotnosti u osobnosti i nastupu. Dobar dio humora dolazi od crta karaktera pojedinih likova, kao što je Delovo pomanjkanje kulturne uglađenosti, unatoč njegovim pretenzijama, što se najbolje očituje kroz njegovo pogrešno korištenje  francuskih fraza ili tvrdnji da je yuppy; općenita glupavost Djeda i Brzog i razuzdana Boyciejeva snobovština. Postoji nekoliko stalnih šaljivih skečeva, kao što su onaj u kojem Brzi konstantno Rodneyja oslovljava s "Dave", Albertova uzrečica "za vrijeme rata...", Delova navodna dugotrajna veza s Marlene i rasklimani kombi.

## Povijest
1980., John Sullivan je bio uspješan scenarist pod ugovorom s BBC-jem, koji je već napisao uspješni sitcom Građanin Smith. Serija je došla kraju, a on je tražio novi projekt. Prvotnu ideju, komediju smještenu u svijet nogometa, BBC je već odbio, nakon čega mu je sinula ideja o sitcomu koji se vrti oko londonskog preprodavača iz radne klase u modernom Londonu. Ideja je prošla. Preko Raya Butta, producenta BBC-ja i redatelja s kojim se Sullivan upoznao i sprijateljio kad su radili zajedno na Građaninu Smithu, skica scenarija predstavljena je šefu Odjela za komediju, Johnu Howardu Daviesu. Davies je naložio Sullivanu da napiše cijelu seriju. Sullivan vjeruje kako je ključni faktor koji utjecao na prihvaćanje serije bio uspjeh nove drame, Minder, koja je imala sličnu premisu te je također bila smještena u moderni London.
Sullivan je seriji dao radni naslov Readies. Za pravi naslov je namjeravao upotrijebiti referencu na protagonistov životni stil izbjegavanja plaćanja poreza i nepoštivanja zakona, Only Fools and Horses. Ime je bilo temeljeno na originalnoj, ali i vrlo nejasnoj uzrečici, "why do only fools and horses work? (for a living) - "Zašto samo budale i konji rade? (za život)", koja korijene vuče iz američkog vodvilja  19. stoljeća. Bio je to i naslov jedne epizode Građanina Smitha, a Sullivan je mislio kako će duži naziv pomoći da se privuče pozornost publike. Naslov je prvo odbijen uz obrazloženje kako ga publika neće shvatiti, ali je inzistirao. Uvodna glazba izmijenjena je u verziju koja objašnjava značenje uzrečice; neke od prvih epizoda su premontirane kako bi se ubacila nova tema.
Snimanje prve sezone počelo je u svibnju 1981., a prva epizoda, Veliki brat, emitirana je na BBC1 u 20,30 8. rujna te godine. Privukla je respektabilnih, iako ne spektakularnih (prema tadašnjim standardima), 9,2 milijuna gledatelja, dok je kritika seriju prihvatila dosta ravnodušno. Gledanost cijele prve sezone, koja se kretala oko 7 milijuna u prosjeku, smatrala se osrednjom, ali kako je BBC imao tradiciju televizijskih serija, odobrena je druga sezona za 1982. Druga sezona prošla je nešto bolje od prve, ali serija umalo nije ukinuta. Međutim, prve dvije sezone su reprizirane te su zaradile dobru gledanost, što je uvjerilo Daviesa da odobri treću sezonu. Od tada, serija je postizala sve veću gledanost. Četvrta sezona postigla je dvostruko veću gledanost od prve.
Tijekom snimanja pete sezone, David Jason je rekao Johnu Sullivanu na ručku da želi napustiti seriju kako bi mogao nastaviti karijeru na nekom drugom području. Sullivan je napisao "Ma tko želi biti milijunaš", koja je trebala biti posljednja epizoda u kojoj bi Del prihvatio prijateljev prijedlog da otputuje u  Australiju, ostavivši Rodneyja i Alberta. Napravljeni su planovi za spin-off nazvan Hot-Rod, koji bi pratio Rodneyjeve pokušaje da preživi uz pomoć Mickeyja Pearcea, ali ostavljajući mogućnost Delova povratka. Jason se na kraju predomislio, a završetak epizode je promijenjen kako bi se prikazalo Dela koji odbija ponudu.
Sullivan je pisao preduge scenarije pa su stranice materijala morale biti izrezane. Malo prije no što je počelo snimanje šeste sezone, zahtijevao je da se produži trajanje epizoda, pa je dogovoreno da se one produže na 50 minuta. Serija je nakon toga postala jedna od BBC-jevih najpopularnijih programa, a proširio se broj glumaca.
Sedma sezona, koja je trebala biti posljednja, emitirana je početkom 1991. Sullivan i glavni glumci radili su na drugim projektima, a potvrđeno je da ne postoje planovi za nove sezone. Serija se nastavila s božićnim specijalima 1991., 1992. i 1993., nakon koje je slijedila trogodišnja stanka. Sullivan je htio da "posljednja" epizoda zaokruži priču te da Trotteri konačno postanu milijunaši; poslije su od toga nastale tri epizode od 60 minuta koje su emtirane oko Božića 1996. Sve tri su dobro prošle, a sretni završetak je nagovještao da su bile i posljednje. Nakon pet godina stanke, međutim, serija se vratila 2001. s još jednim božićnim specijalom, nakon kojeg su slijedila još dva, 2002. i 2003.

## Stalni likovi
Del Boy (David Jason) - Stereotipni preprodavač, Del bi prodao bilo što bilo kome samo da zaradi. On je glavna snaga koja pokreće pokušaje Trotterovih da se obogate. Oštrouman, drži do svog imidža, samouvjeren, ali nedovoljno realan kad je riječ o visokim ambicijama, nepopravljivi gubitnik. Delove kulturne pretenzije, koje se najbolje očituju u njegovu korištenju nepravilnih  francuskih fraza, su također na niskim granama. Bez dvojbe, ima neke osobine koje ga čine dragim, poput kvaliteta "omiljenog gubitnika" i njegove posvećenosti i odanosti obitelji, jer se brine o Rodneyju i Djedu od svoje 16. godine. Međutim, ovo mu daje prednost da emocionalno ucjenjuje Rodneyja s uspomenama na njihovu majku, pa tako često manipulira rečenicom "Mama mi je rekla na samrti..." Osim toga, petlja se u bratov privatni život što ovog dovodi u neprilike. Navodno je popularan među ženama - njegovi loši izbori u vezi žena bili su samo prolazni flertovi - Del se nije skrasio sve dok nije upoznao Raquel, s kojom je dobio sina, Damiena.
Sullivan je kasnije rekao kako je oduvijek bio fasciniran preprodavačima koji prodaju robu iz kofera, te da je po uzoru na njih stvorio lik Delboya. Sami David Jason dodao je ulozi neke elemente po uzoru na čovjeka kojeg je znao kad je radio kao električar, uključujući Delovu jeftinu zlatninu i njegov kaput od devine kože. Jason nije bio prvi izbor za ulogu Delboya. Producenti su prije njega intervjuirali  Jima Broadbenta (koji će se kasnije pojaviti kao inspektor Roy Slater), Enna Reitela i Billyja Murrayja.
Rodney Trotter (Nicholas Lyndhurst) - Čista suprotnost Delboyu na nekoliko načina: naivan, puno mlađi i lakovjeran, obrazovaniji, iako ima samo malu maturu iz likovnog i matematike, ali općenito smušen, a ponekad ne razmišlja zdravorazumski. Kako je ostao siroče kao malo dijete, odgojio ga je Del. Glavni posao mu je biti Delov nosač i potrčko, a glavne su mu dužnosti da pazi na policiju i čišćenje kombija. Predmet bratske svađe obično su Rodneyjeva ovisnost o Delu, i njegovi neuspješni pokušaji da postigne veću neovisnost preko djevojaka ili osnivanjem vlastitih poslova; djelomično je bio uspješan nakon što je oženio Cassandru i kratko radio za njenog oca. Za razliku od Delboya, lik Rodneyja je brzo dobio glumca koji će ga utjeloviti. Sullivan je djelomično temeljio Rodneyja na vlastitim iskustvima; i on je imao puno starijeg brata i, kao Rodney, tvrdi da je bio sanjar i idealist u mladosti.
Djed (Lennard Pearce) - Delov i Rodneyjev stari djed je dodan kako bi izbalansirao tri različite generacije, dodajući glas iskustva u situaciju. Dosta je priglup, ali ponekad pokazuje znakove oštroumnosti. Djed rijetko napušta stan, a isto tako ga se ne može često vidjeti bez njegova šešira. Često zna uništiti obroke koje je pripremio. Pearce je umro 1984. dok se snimala četvrta sezona, pa je Sullivan napisao novu epizodu, Strained Relations, u kojoj je prikazan Djedov pogreb.
Stric Albert (Buster Merryfield) - Ubrzo nakon smrti Lennarda Pearcea odlučeno je da treba uvesti novog starijeg člana obitelji, koji je na kraju postao "Ujak Albert", Djedov dugo izgubljeni brat. Merryfield je u to vrijeme bio iskusni glumac amater, ali je izabran jer se uklapao u sliku starog mornara, posebno s istaknutom bijelom bradom. Albert se prvi put pojavio na Djedovu sprovodu, a poslije se uselio k Delu i Rodneyju. Njegove zapetljane anegdote o svojim ratnim iskustvima postale su jedan od zaštitnih znakova serije. Kad je Merryfield umro 1999., Albertova smrt prikazana je u sljedećoj epizodi.
Brzi (Roger Lloyd-Pack) - Brzi, navodno tako nazvan jer izgleda kao konj, bio je glavni sporedni lik tokom cijele serije; samo su se Delboy i Rodney pojavili u više epizoda. Lloyd Pack izabran je slučajno; Ray Butt, koji ga je angažirao da portretira Brzog nakon što ga je vidio u kazališnoj predstavi, je bio tamo kako bi vidio nastup Billyja Murrayja, potencijalnog kandidata za lik Delboya. Prvotno prikazan kao sitni lopov koji opskrbljuje Dela ukradenom robom, status Brzog u seriji se mijenjao s vremenom. Priglupog smetlara se najčešće može vidjeti u Kobiljoj glavi, a smijeh izaziva u svakoj svojoj sceni preko svoje gluposti, posebno zbog svojeg čvrstog uvjerenja da je Rodneyjevo pravo ime Dave.
Boycie (John Challis) - Mutni prodavač auta i strašljivi snob s rafalnim smijehom koji "misli da je svatko tko ima funtu manje od njega seljak", prema Rodneyju u epizodi "Kobna zubobolja". Boycie se prvo sporadično pojavljivao u ranijim epizodama, a od pete sezone je postao stalni lik. Boycie, mason, je egocentrik sklon hvalisanju o svojem društvenom položaju i izrugivanju svakome tko ima manje sreće od njega, posebno Delboyu, iako se smekšao s napretkom serije. Del mu se zauzvrat počeo rugati zbog njegove nepolodnosti ("jaffa") kad se otkrilo da ima manjak spermija. Challis je igrao sličnu ulogu u Građaninu Smithu. Sullivanu se svidio te mu je obećao da će ga angažirati za sljedeći projekt. Boycie se poslije pojavio u spin-off seriji, The Green Green Grass, koja se počela prikazivati 2005., u kojoj su on i njegova žena Marlene pobjegli na selo pred kriminalnom bandom.
Raquel Turner (Tessa Peake-Jones) - Lik Raquel je uveden jer je Sullivan htio više ženskih likova te da Del počne upoznavati zrelije žene. Njezino prvo pojavljivanje, u epizodi "Spojevi", trebalo je biti prvo i posljednje, ali kad se opet pojavila godinu poslije, postala je stalni lik. Ona je ambiciozna pjevačica i glumica koja nikad nije ostvarila značajniju karijeru. Dela je upoznala preko agencije za upoznavanje. Prvo su se rastali zbog njezinog honorarnog posla striptizete, ali se poslije našli kad je Del bio na izletu. Ovaj put se uselila k Delu, smekšala ga, a dobili su i sina, Damiena. Kako se lik razvijao, otkrilo se da je prije bila udana za inspektora Roya Slatera.
Cassandra Trotter (Gwyneth Strong) - Inteligentna kćer uspješnog biznismena iz srednje klase. Cassandra je upoznala Rodneyja u epizodi "Ljubav mladog poduzetnika". Veza je procvjetala, a par se vjenčao krajem šeste sezone. Njezine visoke ambicije dovode je u sukobe s Rodneyjem, a njihov poljuljani brak bila je jedna od glavnih tema sedme sezone. Poslije su se pomirili, a u kasnijim epizodama ona je postala manje ambiciozna. Veza s Rodneyjem ojačala se nakon što je ona pobacila i kasnije rodila kćer.
Marlene (Sue Holderness) - Marlene je ispočetka bila lik kojeg se nije moglo vidjeti, dok bi je povremeno spomenuo njezin muž, Boycie. Povremeno se otkrivaju detalji o ranijoj Marleninoj reputaciji kako je bila popularna među lokalnim muškarcima; konstantno se spominje njezina navodna afera s Delom. Očajnički želi dobiti dijete, u čemu je sprječava muževa neplodnost. Konačno dobivaju sina, Tylera. Nakon toga su česta postala govorkanja da to uopće nije Boyciejev sin, s obzirom na njegovu neplodnost i njezinu reputaciju.
Denzil Tulser (Paul Barber) - Originalno je angažiran jer je Sullivan htio da Del ima prijatelja crnca iz školskih dana. Lakoumni Liverpoolac često izvlači deblji kraj u Delovim mućkama. Njegova nesposobnost da kaže ne Delu često ga dovodi u sukob sa svojom dominantnom suprugom, Corrine (Eva Mottley), koja je viđena samo jedanput.
Mickey Pearce (Patrick Murray) - Mickey se prvi put pojavio u epizodi "Zdrava tržišna utakmica", a do tada ga je Rodney samo povremeno spominjao. Pearce je mladi, omrznuti švercer i Rodneyjev prijatelj, poznat po svojim apsurdnim hvalisanjima o uspjesima u poslu ili sa ženama. Često iskorištava Rodneyjevu naivnost kako bi ga nasamario.
Mike Fisher (Kenneth MacDonald) - Gazda Kobilje glave, iako ne od samog početka; njegov prethodnik nikad nije viđen. Dobroćudan i pomalo lakovjeran, često je Delova potencijalna mušterija za bilo kakvu robu koju prodaje. Delov neplaćeni račun uzrokovao je sukob među dvojicom, ali Mike rijetko uspijeva naplatiti račun. Kad je Kenneth MacDonald umro 2001., napisan je scenarij u kojem je Mike završio u zatvoru zbog pokušaja prevare pivovare, a vlasništvo nad pubom preuzeo je Sid.
Damien Trotter (razni glumci) - Damien je jedini Delov i Raquelin sin. Ime je dobio po Rodneyjevoj šali da ga nazovu po Đavoljem djetetu u filmu Pretkazanje; par je uzeo prijedlog ozbiljno. Šala s Pretkazanjom i Rodneyjev strah od Damiena postali su stalni skeč (upotpunjeni s glazbom iz "Carmine Burane"  Carla Orffa). Šest glumaca je glumilo Damiena: Patrick McManus (1991.), Grant Stevens (1991.), Robert Lidement (1992.), Jamie Smith (1993.-'96.), Douglas Hodge (1996., kao odraslog), i Ben Smith (2001.-'03.).
Sid (Roy Heather) - Sid se pojavljivao sporadično tijekom cijele serije, uglavnom kao vlasnik zapuštenog i nehigijenskog restorana, koji je sniman na različitim lokacijama, ovisno o epizodi. Nakon što su vlasnika Kobilje glave, Mikea, uhitili zbog prevare u epizodi "Da nas sada mogu vidjeti", Sid je preuzeo i zadržao ulogu do kraja serije.

## Ostali likovi
Najčešći sporedni likovi u Mućkama su Delove i Rodneyjeve djevojke tog tjedna koje se pojavljuju samo jednom, pipničarke u Kobiljoj glavi, ili pojedinci s kojima Trotterovi posluju. Delova i Rodneyjeva pokojna majka, Joan, iako nikad nije viđena, ostala je urezana u Delovu sjećanju u najljepšem svjetlu, ili u njegovim pokušajima da emocionalno ucjeni Rodneyja, dok se njezin grob (pretjerano nakićeni spomenik) vidi samo povremeno. Njihov odsutni otac, Reg, pojavio se u epizodi "Krv je gušća od vode" (glumi ga Peter Woodthorpe), a nakon toga se više nije pojavljivao. Ostali članovi obitelji Trotter rijetko se viđaju, iznimke su žena za koju misle da je teta Rose (Beryl Cooke) u epizodi "Stare ljubavi", i rođaci Stan i Jean (Mike Kemp i Maureen Sweeney), koji su prisustvovali Djedovu sprovodu. Nakon što je Rodney upoznao Cassandru, njezini roditelji Alan i Pamela (Denis Lill i Wanda Ventham) postaju stalni likovi.
U nekim epizodama gostujući lik postaje ključan za radnju. Delova stara zaručnica (Jill Baker) dominira Delovim libidom u epizodi "Stare ljubavi", navodeći Rodneyja i Djeda da se odsele. U epizodi "Ma tko želi biti milijunaš", Delov stari poslovni partner Jumbo Mills (Nick Stringer) želi da Del pođe s njim u  Australiju kako bi obnovili njihovo partnerstvo, prisiljavajući Dela da se odluči. Pokušaj Lennoxa Gilbeya (Vas Blackwood) da opljačka lokalni supermarket uzrokuje "talačku" situaciju u epizodi "Najduža noć". Del i Rodney kroz cijelu se epizodu "Čaj za troje" natječu za naklonost Lise (Gerry Cowper), nećakinje Brzog. Abdul (Tony Anholt) u "Do Hulla i natrag" i Arnie (Philip McGough) u "Lanac sreće" su odgovorni za nepouzdane pothvate u koje su uključeni i Trotteri. Tony Angelino (Philip Pope), pjevač i smetlar s govornom manom, bio je glavni predmet humora i priče u epizodi "Trema".
Delov suparnik iz školskih dana, korumpirani policajac Roy Slater (Jim Broadbent), nastupio je tri puta, u epizodama "Neka te dragi redarstvenik čuva", "Do Hulla i natrag" i "Generacija '62.". Lokalni razbojnici, braća Driscoll (Roy Marsden i Christopher Ryan) pojavili su se u jednoj, "Male brige". Odrasli Damien (Douglas Hodge) pojavio se kao svemoćni, krvožedni šef sada multionacionalne korporacije Trotteri: Usluge i poduzetništvo d.o.o. u Rodneyjevom futurističkom snu u epizodi "Junaci i zločinci". Rodneyjevi i Mickeyjevi prijatelji, slatkorječivi Jevon (Steven Woodstock) i Chris (Tony Marshall), ženski frizer, pojavljivali su se sporadično tijekom šeste i sedme sezone. U dvodijelnom božićnom specijalu iz 1991., "Proroci u Miamiju", u malim cameo ulogama su se pojavili Richard Branson i Barry Gibb. Mike Read pojavio se kao on sam u epizodi Top Of The Pops, u "To je samo rock & roll", a Jonathan Ross pojavio se kao on sam u "Da nas sada mogu vidjeti".

## Vanjske poveznice
- Popis Sezona i epizoda
- Mućke u internetskoj bazi filmova IMDb-a
- Only Fools and Horses at British TV Comedy Guide